# 马隆村 (纽约州)
马隆（Malone）是美国纽约州富兰克林县的一个村，也是富兰克林县的县治。 2010年人口普查的人口为5911人。马隆村位于马隆镇内，它是北部乡村社区学院校园的所在地。